# Kleine Fichtenblattwespe
Die Kleine Fichtenblattwespe (Pristiphora abietina) gehört zur Familie der Echten Blattwespen (Tenthredinidae). 
Sie ist in Mittel- und Nordeuropa und im Osten bis in die Ukraine und Belarus verbreitet. Die Larven der kleinen Fichtenblattwespe entwickeln sich monophag an den Nadeln der Gemeinen Fichte (Picea abies).
Die Larven schlüpfen kurz nach Austrieb der Fichtenknospen. Anfang Juni spinnen sich die Larven vom Baum ab und bilden einen Kokon in den oberen Bereichen des Humusbodens, wo sie bis zu mehreren Jahren „überliegen“ können.